# 종특이성행동
종특이성행동(Species specific behavior)은 동일 종 내에서 같은 조건하에 선천적으로 생기는 본능적인 행동 유형을 가리키는 용어이다.
특히 ‘종족 특성’을 줄여 이르는 말로 종특(種特)은 특정한 종이나 부류가 공통적으로 가지고 있는 특성을 가리킨다. 한편 종특이성(種特異性)은 특정의 생물 종 내에서만 볼 수 있는 생물학적인 현상이다.

## 종특이적배우자인지시스템
종특이적배우자인지시스템(種特異的配偶子認知system)은 유성 생식을 하는 생물에서 적절한 교배 상대인 배우자를 인지하기 위해서 동종의 개체 간에 공통으로 가지고 있다고 여겨지는 생물학적 특성이다.

## 종특이항원
종특이항원(種特異抗原)은 동물의 특정한 종의 조직이나 체액에 존재하는 항원 성분으로 이에 대한 면역 반응에서 서로 다른 종의 구별이 가능하다.

## 같이 보기
- 진화심리학
- 생물심리학